# سلسفي رمادي القنزعة
السلسفي رمادي القُنْزُعَة (باللاتينية: Scorzonera phaeopappa) نوع نباتي ينتمي إلى جنس السلسفي من الفصيلة النجمية.

## الموئل والانتشار
موطنه المشرق العربي وتركيا.

## مرادفات للاسم العلمي
- (باللاتينية: Podospermum phaeopappum Boiss.)